# Марченко, Сергей Яковлевич
Сергей Яковлевич Марченко (5 августа 1930 — 22 января 2020) — работник сельского хозяйства, зоотехник, директор совхоза. Герой Социалистического Труда (1976).

## Биография
Родился 5 августа 1930 года в с. Загребелье Полтавской области.
C 1939 по 1944 годы учился в Загребельской начальной школе, позже — в Мелеховской неполной средней, а в 1950 году окончил Вороньковскую среднюю школу.
В 1950 году поступил в Полтавский сельскохозяйственный институт на зоотехнический факультет. В 1955 году, после окончания ВУЗа, был направлен зоотехником отделения «Тетиев» совхоза им. Сталина Сквирского района Киевской области.
В 1959 году это отделение было реорганизовано в совхоз «Тетиевский» (город Тетиев), где Марченко С. Я. работал сначала главным зоотехником, а с 1964 года — директором.
В 1965 году он заочно закончил юридическо-экономический факультет Киевского университета им. Шевченко.
Член Киевского союза журналистов Украины (КСЖУ).

## Награды
- Герой Социалистического Труда (1976).
- Награждён орденами Ленина, Трудового Красного Знамени, Октябрьской Революции, медалями, а также Почётной грамотой Президиума Верховного Соета УССР.